# ФК Миравци
ФК „Миравци“ (на македонски: ФК Миравци) е македонски футболен клуб от село Миравци.